# Aconitum bavaricum
Aconitum bavaricum är en ranunkelväxtart. Aconitum bavaricum ingår i släktet stormhattar, och familjen ranunkelväxter.

## Underarter
Arten delas in i följande underarter:
- A. b. bavaricum
- A. b. lusenense